# NGC 5271
NGC 5271 est une vaste et lointaine galaxie spirale barrée située dans la constellation des Chiens de chasse. Sa vitesse par rapport au fond diffus cosmologique est de 11 333 ± 16 km/s, ce qui correspond à une distance de Hubble de 167 ± 12 Mpc (∼545 millions d'al). NGC 5271 a été découverte par l'astronome français Édouard Stephan en 1881.
Selon la base de données Simbad, NGC 5271 est une galaxie LINER, c'est-à-dire une galaxie dont le noyau présente un spectre d'émission caractérisé par de larges raies d'atomes faiblement ionisés.